# Lästa
Lästa är en by (villaområde) i Ytterlännäs socken, Kramfors kommun.
Lästa genomkorsas i den östra delen av riksväg 90 samt av Ådalsbanan. Orten ligger cirka 1 km söder om de centrala delarna av Bollstabruk och ungefär lika långt norr om Väja. I praktiken är orterna sammanväxta i varandra.
Närmaste grannbebyggelse i norr är Blästabacken samt Blästa och i söder ligger Stensberg och Lavallen.

## Historia
Lästa by tros ha tillkommit under järnåldern. Ortnamnet är svårtolkat men kan betyda "Leidulfs boplats". År 1574 lät Johan III anlägga en kronosåg i Lästa. Det var en av flera sågar som vid samma tid anlades för att leverera sågat virke till kungens många byggprojekt. Det har antagits att kronosågen anlades vid Grytån, på mark som hörde till den då öde byn Väja, som antagligen brukades av bönderna i Lästa. Grytån har dock ganska obetydlig vattenföring, varför Bollstaån kan vara ett troligare alternativ. Det timmer som sågades levererades av bönderna i omkringliggande socknar, en stock per vartannat mantal, utöver den ordinarie skatten. Varje stock skulle vara 14 alnar (ungefär 8,4 meter) lång. Vintern 1573 kördes virke till kronosågen i Lästa från bönderna i Ullångers och Nordingrå socknar samt Nora, Bjärtrå, Gudmundrå, Boteå och Sollefteå prästegäll (pastorat). Eftersom dessa socknar sammanlagt bestod av 976 mantal fördes 488 stockar fram det nämnda året. Vintern därpå fördubblades leveransplikten.

## Lästa och Læstadius
Släkten Læstadius härstammar från Lästa. Bonden Nils Olofsson i Lästa och dennes hustru Agata Sjulsdotter hade sonen Johan Nilsson som under sina präststudier antog namnet Læstadius efter byns namn – Johan Nicolai Læstadius. Han blev kyrkoherde i Arjeplogs församling år 1662.